# Trudy van Asperen
Geertruida Maartje (Trudy) van Asperen (23 februari 1941 - 22 oktober 1993) was een Nederlandse ethisch filosofe die zich bezighield met onder andere medische thema's. In 1973 behaalde zij behaalde haar doctoraat in de theologie aan de Universiteit van Utrecht waarna zij aan de slag ging als lector sociale ethiek bij de Rijksuniversiteit Groningen. Deze positie werd in 1980 omgezet naar het hoogleraarschap toen de titel van lector werd afgeschaft, maar Van Asperen ging in dat zelfde jaar bij  de Universiteit van Amsterdam aan de slag als hoogleraar Inleiding tot de Wijsbegeerte en Ethiek. Deze positie bekleedde zij tot haar overlijden in 1993.

## Publicaties
- Het bedachte leven: beschouwingen over maatschappij, zingeving en ethiek (1993)
- Tussen coöperatie en conflict: inleiding in de sociale filosofie (1986)
- De goede maatschappij: inleiding in de sociale filosofie (1978)

- Biografisch Portaal: 86010954
- Digitale Bibliotheek voor de Nederlandse Letteren: aspe012
- Gemeinsame Normdatei: 17313839X
- International Standard Name Identifier: 0000 0000 2144 0057
- Library of Congress Control Number: n79008649
- Nederlandse Thesaurus van Auteursnamen: 068386443
- Virtual International Authority File: 50493228
- WorldCat: E39PBJymxRv4767RGMPgYQqxXd